# Caves of Qud
Caves of Qud est un jeu vidéo de rôle qui s'inscrit dans la lignée des roguelikes. Disponible en accès anticipé, il est développé par le studio américain Freehold Games. Le jeu se déroule dans un monde ouvert partiellement construit à la main et partiellement généré aléatoirement,,,. Le jeu se déroule dans un univers mêlant science-fantasy, post-apocalyptique et s'inspire des jeux de rôle sur table comme Gamma World et Donjons et Dragons.

## Système de jeu
Contrairement aux roguelikes plus traditionnels, le jeu propose un système de quêtes comme trame principale, certaines de ces quêtes sont scénarisées, tandis que d'autres sont générées de manière procédurale,. Les joueurs peuvent choisir de suivre la quête principale, mais peuvent également choisir de l'ignorer pour jouer comme bon leur semble. Lors de la création de son personnage, le joueur peut sélectionner plusieurs races qui modifieront certains aspects du jeu. Le lieu de départ par défaut est la ville de Joppa, construite à la main par les développeurs, mais il est également possible de choisir de commencer son aventure dans l'une des nombreuses villes générées de manière procédurale.
Le jeu « simule des systèmes physiques et politiques complexes » qui sont générés aléatoirement et sont donc différents à chaque session. Il génère également des histoires et des relations entre différents groupes centrés autour de cinq anciens dirigeants générés aléatoirement, surnommés les Sultans. Il s'inspire des systèmes d'histoire des jeux Dwarf Fortress et Epitaph . Au lieu de générer l'histoire exacte du monde, le système de génération procédurale prend en compte différents éléments de simulation comme le bouche à oreille et les textes anciens.

## Critique
Alors que certains ont pu trouver le jeu plus accessible par rapport à d'autres roguelikes, d'autres critiques ont trouvé l'interface du jeu difficile à appréhender et ont trouvé dommage l'absence d'un didacticiel approfondi,.